# Phyllocrea quitensis
Phyllocrea quitensis är en svampart som först beskrevs av Narcisse Theophile Patouillard, och fick sitt nu gällande namn av Franz Xaver von Höhnel 1918. Phyllocrea quitensis ingår i släktet Phyllocrea och familjen Phyllachoraceae.   Inga underarter finns listade i Catalogue of Life.